# アネモネステークス
アネモネステークス (Anemone Stakes) とは、日本中央競馬会 (JRA) が中山競馬場の芝1600メートルで施行する中央競馬の競走である。競走名はアネモネから。

## 概要
中央競馬のクラシック競走である桜花賞のトライアル競走のひとつ。上位2着までに入賞した競走馬には桜花賞の優先出走権が与えられる。2000年に阪神競馬場から施行場が移され、関東圏では唯一の桜花賞トライアルとなっている。
桜花賞の前哨戦となる牝馬限定の競走はほかに桜花賞と同じ阪神競馬場で施行されるトライアル競走のチューリップ賞とフィリーズレビュー、および中山競馬場のフラワーカップが存在しているが、それらが重賞であるのに対して本競走はオープン特別として施行されている。
出走資格はサラブレッド系3歳（旧4歳）のJRA所属の牝馬の競走馬、地方競馬所属の牝馬の競走馬（2頭まで）及び外国調教馬。
負担重量は馬齢重量で55キログラムである。
総額賞金は3800万円で、1着賞金2000万円、2着賞金800万円、3着賞金500万円、4着賞金300万円、5着賞金200万円と定められている。

## 歴史

### アネモネ賞（参考）
1990年以前は桜花賞の優先出走権が与えられる競走ではなかったが参考までに記す。
- 1984年 - 阪神競馬場で4歳（現3歳）牝馬による芝1600mの400万円以下条件競走、アネモネ賞として施行[5]。
- 1986年 - 牝馬限定戦ではなくなる。
- 1987年 - 混合競走に指定され、外国産馬の出走が可能となる。
- 1988年 - 河内洋が騎手として史上初の連覇。
- 1989年 - 混合競走から除外。
- 1990年
  - 500万円以下条件に変更。
  - 武豊が騎手として2人目の連覇。

### アネモネステークス
- 1991年
  - 4歳（現3歳）牝馬による定量の芝1400mのオープン特別競走、アネモネステークスに変更。
  - 上位2着までに入賞した競走馬（未出走馬・未勝利馬は1着になった場合のみ）に桜花賞の優先出走権が与えられるようになる。
  - 1着賞金を2200万円に変更。
  - 阪神競馬場の改修工事により京都競馬場の芝外回り1400mで施行。
- 1992年 - 1着賞金を2350万円に変更。
- 1994年 - 桜花賞指定オープン競走に指定。
- 1995年
  - 桜花賞トライアルに指定。
  - 指定交流競走に指定され、地方競馬所属馬は2頭まで出走可能となる。
  - 阪神競馬場の阪神・淡路大震災の影響による復旧工事により京都競馬場の芝外回り1400mで施行。
- 1998年 - 1着賞金を2450万円に変更。
- 2000年 - 施行場を現在の中山競馬場の芝外回り1600mに変更。
- 2001年 - 馬齢表示の国際基準への変更にともない、出走資格が「4歳牝馬」から「3歳牝馬」に変更。
- 2002年 - 1着賞金を1900万円に変更。
- 2003年 - 負担重量を馬齢重量に変更。
- 2006年 - 柴田善臣が騎手として3人目の連覇。
- 2007年 - 船橋のエミーズスマイルが地方所属馬として史上初の優勝。
- 2011年 - 東日本大震災および東京電力福島第一原子力発電所事故の影響により、開催取り止め[6]。
- 2012年 - 北村宏司が優勝したが、前年は開催取り止めとなったため連覇とはならない。
- 2013年 - 混合競走に指定。
- 2019年 - 国際競走及びリステッド競走に指定される[7]。
- 2020年 - 新型コロナウイルスの感染拡大防止のため「無観客競馬」として実施[8]（2021年も同様[9]）。
- 2025年 - この年より再び土曜日に施行される。

### 歴代優勝馬
馬齢は2001年以降の表記に統一する。
コース種別を表記していない距離は、芝コースを表す。

#### アネモネ賞（参考）
| 施行日        | 競馬場 | 距離  | 条件    | 優勝馬             | 性齢 | タイム | 優勝騎手 | 管理調教師 |
| ------------- | ------ | ----- | ------- | ------------------ | ---- | ------ | -------- | ---------- |
| 1984年3月24日 | 阪神   | 1600m | 400万下 | ロングソレイユ     | 牝3  | 1:39.0 | 河内洋   | 長浜彦三郎 |
| 1985年3月23日 | 阪神   | 1600m | 400万下 | シールド           | 牝3  | 1:37.6 | 南井克巳 | 久恒久夫   |
| 1986年3月22日 | 阪神   | 1600m | 400万下 | ピーターホーラー   | 牡3  | 1:37.9 | 田原成貴 | 荻野光男   |
| 1987年3月28日 | 阪神   | 1600m | 400万下 | カルストンペガサス | 牝3  | 1:37.0 | 河内洋   | 湯浅三郎   |
| 1988年3月26日 | 阪神   | 1600m | 400万下 | サンピアレス       | 牡3  | 1:39.8 | 河内洋   | 田中良平   |
| 1989年3月25日 | 阪神   | 1600m | 400万下 | メジロマリア       | 牝3  | 1:36.7 | 武豊     | 浅見国一   |
| 1990年3月24日 | 阪神   | 1600m | 500万下 | ダイイチルビー     | 牝3  | 1:36.6 | 武豊     | 伊藤雄二   |

#### アネモネステークス
| 施行日        | 競馬場       | 距離         | 条件         | 優勝馬             | 性齢         | タイム       | 優勝騎手     | 管理調教師   |
| ------------- | ------------ | ------------ | ------------ | ------------------ | ------------ | ------------ | ------------ | ------------ |
| 1991年3月23日 | 京都         | 1400m        | オープン     | タニノクリスタル   | 牝3          | 1:24.2       | 岸滋彦       | 宮本悳       |
| 1992年3月07日 | 阪神         | 1400m        | オープン     | ダンツセントー     | 牝3          | 1:23.9       | 西浦勝一     | 山内研二     |
| 1993年3月06日 | 阪神         | 1400m        | オープン     | ヤマヒサローレル   | 牝3          | 1:23.0       | 猿橋重利     | 湯浅三郎     |
| 1994年3月26日 | 阪神         | 1400m        | オープン     | グッドラックスター | 牡3          | 1:23.1       | 松本達也     | 藤岡範士     |
| 1995年3月04日 | 京都         | 1400m        | オープン     | ヤングエブロス     | 牝3          | 1:22.7       | 上村洋行     | 柳田次男     |
| 1996年3月17日 | 阪神         | 1400m        | オープン     | ノースサンデー     | 牝3          | 1:22.2       | 武豊         | 松田博資     |
| 1997年3月15日 | 阪神         | 1400m        | オープン     | フミノパラダイス   | 牝3          | 1:23.2       | 本田優       | 目野哲也     |
| 1998年3月21日 | 阪神         | 1400m        | オープン     | ラヴラヴラヴ       | 牝3          | 1:23.4       | 飯田祐史     | 飯田明弘     |
| 1999年3月20日 | 阪神         | 1400m        | オープン     | ハギノスプレンダー | 牝3          | 1:25.1       | 熊沢重文     | 伊藤修司     |
| 2000年3月11日 | 中山         | 1600m        | オープン     | サニーサイドアップ | 牝3          | 1:37.1       | 藤田伸二     | 山内研二     |
| 2001年3月10日 | 中山         | 1600m        | オープン     | ダイワルージュ     | 牝3          | 1:36.4       | 北村宏司     | 上原博之     |
| 2002年3月09日 | 中山         | 1600m        | オープン     | サンターナズソング | 牝3          | 1:34.4       | 岡部幸雄     | 手塚貴久     |
| 2003年3月15日 | 中山         | 1600m        | オープン     | センターアンジェロ | 牝3          | 1:34.6       | 蛯名正義     | 伊藤雄二     |
| 2004年3月13日 | 中山         | 1600m        | オープン     | レディインブラック | 牝3          | 1:34.7       | 北村宏司     | 高橋義博     |
| 2005年3月12日 | 中山         | 1600m        | オープン     | ペニーホイッスル   | 牝3          | 1:35.5       | 柴田善臣     | 松山康久     |
| 2006年3月11日 | 中山         | 1600m        | オープン     | アサヒライジング   | 牝3          | 1:35.1       | 柴田善臣     | 古賀慎明     |
| 2007年3月10日 | 中山         | 1600m        | オープン     | エミーズスマイル   | 牝3          | 1:35.8       | 内田博幸     | 出川龍一     |
| 2008年3月15日 | 中山         | 1600m        | オープン     | ソーマジック       | 牝3          | 1:36.0       | 後藤浩輝     | 田村康仁     |
| 2009年3月14日 | 中山         | 1600m        | オープン     | ツーデイズノーチス | 牝3          | 1:38.2       | 松岡正海     | 斎藤誠       |
| 2010年3月13日 | 中山         | 1600m        | オープン     | ギンザボナンザ     | 牝3          | 1:35.6       | 北村宏司     | 池上昌弘     |
| 2011年3月12日 | 開催取り止め | 開催取り止め | 開催取り止め | 開催取り止め       | 開催取り止め | 開催取り止め | 開催取り止め | 開催取り止め |
| 2012年3月10日 | 中山         | 1600m        | オープン     | パララサルー       | 牝3          | 1:39.6       | 北村宏司     | 国枝栄       |
| 2013年3月09日 | 中山         | 1600m        | オープン     | クラウンロゼ       | 牝3          | 1:34.7       | 三浦皇成     | 天間昭一     |
| 2014年3月15日 | 中山         | 1600m        | オープン     | ペイシャフェリス   | 牝3          | 1:36.0       | 川島信二     | 高市圭二     |
| 2015年3月14日 | 中山         | 1600m        | オープン     | テンダリーヴォイス | 牝3          | 1:36.6       | 戸崎圭太     | 萩原清       |
| 2016年3月12日 | 中山         | 1600m        | オープン     | チェッキーノ       | 牝3          | 1:35.5       | 柴山雄一     | 藤沢和雄     |
| 2017年3月11日 | 中山         | 1600m        | オープン     | ライジングリーズン | 牝3          | 1:34.7       | 丸田恭介     | 奥村武       |
| 2018年3月11日 | 中山         | 1600m        | オープン     | ハーレムライン     | 牝3          | 1:35.5       | 大野拓弥     | 田中清隆     |
| 2019年3月10日 | 中山         | 1600m        | リステッド   | ルガールカルム     | 牝3          | 1:34.4       | 三浦皇成     | 田村康仁     |
| 2020年3月15日 | 中山         | 1600m        | リステッド   | インターミッション | 牝3          | 1:35.5       | 石川裕紀人   | 手塚貴久     |
| 2021年3月14日 | 中山         | 1600m        | リステッド   | アナザーリリック   | 牝3          | 1:34.8       | 津村明秀     | 林徹         |
| 2022年3月13日 | 中山         | 1600m        | リステッド   | クロスマジェスティ | 牝3          | 1:34.4       | 武藤雅       | 水野貴広     |
| 2023年3月12日 | 中山         | 1600m        | リステッド   | トーセンローリエ   | 牝3          | 1:33.8       | 横山和生     | 小笠倫弘     |
| 2024年3月10日 | 中山         | 1600m        | リステッド   | キャットファイト   | 牝3          | 1:34.6       | 大野拓弥     | 上原博之     |
| 2025年3月15日 | 中山         | 1600m        | リステッド   | トワイライトシティ | 牝3          | 1:35.7       | 横山武史     | 杉山晴紀     |

#### 競走結果の出典
- JRA年度別全成績
  - （2025年）“第2回 中山競馬 第5日” (PDF).   日本中央競馬会. p. 6. 2025年3月16日閲覧。（索引番号：06059）
  - （2024年）“第2回 中山競馬 第6日” (PDF).   日本中央競馬会. p. 6. 2024年3月11日閲覧。（索引番号：06071）
  - （2023年）“第2回 中山競馬 第6日” (PDF).   日本中央競馬会. p. 6. 2024年3月11日閲覧。（索引番号：06071）
  - （2022年）“第2回 中山競馬 第6日” (PDF).   日本中央競馬会. p. 6. 2022年3月18日閲覧。（索引番号：06071）
  - （2021年）“第2回 中山競馬 第6日” (PDF).   日本中央競馬会. p. 6. 2021年3月31日閲覧。（索引番号：06071）
  - （2020年）“第2回 中山競馬 第6日” (PDF).   日本中央競馬会. p. 6. 2021年3月31日閲覧。（索引番号：05071）
  - （2019年）“第2回 中山競馬 第6日” (PDF).   日本中央競馬会. p. 6. 2021年3月31日閲覧。（索引番号：06071）
  - （2018年）“第2回 中山競馬 第6日” (PDF).   日本中央競馬会. p. 6. 2021年3月31日閲覧。（索引番号：06071）
  - （2017年）“第2回 中山競馬 第5日” (PDF).   日本中央競馬会. p. 6. 2021年3月31日閲覧。（索引番号：06059）
  - （2016年）“第2回 中山競馬 第5日” (PDF).   日本中央競馬会. p. 6. 2021年3月31日閲覧。（索引番号：06059）
  - （2015年）“第2回 中山競馬 第6日” (PDF).   日本中央競馬会. p. 6. 2021年3月31日閲覧。（索引番号：06059）
  - （2014年）“第2回 中山競馬 第6日” (PDF).   日本中央競馬会. p. 6. 2021年3月31日閲覧。（索引番号：06059）
  - （2013年）“第2回 中山競馬 第5日” (PDF).   日本中央競馬会. p. 6. 2021年3月31日閲覧。（索引番号：06059）
  - （2012年）“第2回 中山競馬 第5日” (PDF).   日本中央競馬会. p. 6. 2021年3月31日閲覧。（索引番号：05059）
- netkeiba.comより（最終閲覧日: 2021年3月31日）
  - 1984年、1985年、1986年、1987年、1988年、1989年、1990年、1991年、1992年、1993年、1994年、1995年、1996年、1997年、1998年、1999年、2000年、2001年、2002年、2003年、2004年、2005年、2006年、2007年、2008年、2009年、2010年、2012年、2013年、2014年、2015年、2016年、2017年、2018年、2019年、2020年、2021年